# Francis Daguerre
Pour les articles homonymes, voir Daguerre.
Pas d'image ? Cliquez ici

a Compétitions nationales et continentales officielles uniquement.

b Matchs officiels uniquement.
Dernière mise à jour le 11 décembre 2024.
Francis Daguerre est un joueur français de rugby à XV, né le 31 octobre 1908 à Saint-Pierre-et-Miquelon et mort le 27 novembre 1985 à Biarritz, de 1,70 m pour 85 kg, ayant occupé le poste de talonneur, puis essentiellement de pilier en équipe de France et au Biarritz olympique, club dont il fut le capitaine peu avant la Seconde Guerre mondiale. Après celle-ci, il devint l'entraîneur biarrot en 1947.

## Famille
Au milieu des années 1960, un autre Daguerre occupa aussi le poste de pilier au club.
Le frère aîné de Francis, Jean Daguerre, né le 12 septembre 1907 également à Saint-Pierre-et-Miquelon, de 1,68 m pour 82 kg, occupa quant à lui le poste de demi d'ouverture en sélection nationale (contre l'Allemagne en 1933) et au CASG durant la même période, après avoir longtemps joué à Biarritz.

## Palmarès
- Champion de France en 1935, et 1939 (alors capitaine)
- Vice-champion de France en 1934, et 1938 (alors capitaine)
- Challenge Yves du Manoir en 1937
- Finaliste de la Coupe Nationale Pierre Faillot en 1937 (avec l'équipe Côte basque)[2]

## Statistiques en équipe nationale
- 1 sélection en équipe de France, contre l'Allemagne en 1936 (et une non officielle contre la Roumanie quelques jours auparavant)